# Kapitán Phillips
Kapitán Phillips (anglicky: Captain Phillips) je americké životopisné drama z roku 2013 režírované Paulem Greengrassem v hlavni roli s Tomem Hanksem a Barkhadem Abdiem. Film je natočen podle skutečné události.

## Děj
Richard Phillips přebírá v březnu 2009 velení kontejnerové lodi MV Maersk Alabama v ománském přístavu Salála. Loď má za úkol přepravit humanitární náklad potravin a zemědělského vybavení přes Adenský záliv do keňské Mombasy v rámci Světového potravinového programu. Phillips opouští svou ženu Andreu a dvě děti ve Vermontu.
Vzhledem k častým pirátským útokům u břehů Somálska nařídí Phillips spolu s prvním důstojníkem Shanem Murphym přísná bezpečnostní opatření a cvičení posádky. Během jednoho z nich 7. dubna při obeplouvání Somálského poloostrova zpozoruje dva podezřelé čluny blížící se k lodi. Phillips kontaktuje námořní úřad v Dubaji kvůli hlášení hrozby a pomocí lsti – předstíráním komunikace s válečnou lodí o přilétající podpoře – přiměje jeden člun k ústupu. Druhý člun vedený Abduwalim Musem musí pronásledování vzdát kvůli poruše motoru.
Následující den se čtyři těžce ozbrojení somálští piráti – vůdce Abduwali Muse a jeho muži Adan Bilal, Nour Najee a Walid Elmi – vrací s opraveným člunem vybaveným dvěma motory. Přes snahu posádky odrazit je pomocí vodních děl a světlic se pirátům podaří vyšplhat na palubu po provazovém žebříku. Phillips nařídí většině posádky ukrýt se ve strojovně, zatímco sám s několika důstojníky čelí útočníkům.
Muse odmítne Phillipsovu nabídku 30 000 dolarů ze sejfu a požaduje výkupné v milionech od rejdařské společnosti. Během prohledávání lodi si Shane všimne, že nejmladší pirát Bilal nemá boty, a nařídí posádce rozsypat před strojovnou střepy. Hlavní inženýr Mike Perry vypne lodní elektrické systémy, čímž uvrhne spodní paluby do tmy. Když piráti dorazí ke strojovně, Bilal si pořeže nohy o střepy a Muse pokračuje v hledání sám. Posádce se podaří Museho přepadnout a zajmout.
S Musem jako rukojmím se posádka pokusí vyjednat propuštění kapitána výměnou za pirátského vůdce, 30 000 dolarů a záchranný člun. Při výměně však Najee odmítne nastoupit do člunu bez Phillipse a piráti ho násilím vtáhnou dovnitř. S pěti muži na palubě pak vyplouvají směrem k somálskému pobřeží.
V člunu narůstá napětí mezi piráty, když jim dochází stimulant kata a ztrácejí spojení s mateřskou lodí. Situace se vyhrotí poté, co je zachytí americký torpédoborec USS Bainbridge pod velením kapitána Franka Castellana. Ten dostává rozkaz za každou cenu zabránit pirátům v dosažení pobřeží. I po příjezdu dalších lodí Muse trvá na tom, že zašel příliš daleko a nevzdá se.
Na místo je vysazena jednotka DEVGRU (Navy SEALs). Phillips se pokusí o útěk uplaváním, ale je chycen a zbit. Vyjednavači přesvědčí Museho, aby nastoupil na Bainbridge pod záminkou jednání s kmenovými staršími. V člunu mezitím Phillips tajně píše rozlučkový dopis manželce, ale Najee ho přistihne. Následuje rvačka, po které piráti Phillipse svážou a chystají se ho popravit. Ve chvíli, kdy tři odstřelovači DEVGRU získají díky manévru s vlečným lanem čistý výhled, současně zastřelí všechny tři zbývající piráty. Muse je zatčen za pirátství a Phillips, ačkoliv v šoku, je zachráněn.
Podle závěrečných titulků se Phillips 17. dubna 2009 vrátil do Vermontu ke své rodině. Muse byl odsouzen k 33 letům vězení ve věznici Terre Haute. Phillips se vrátil na moře 25. července 2010, tři měsíce po vydání své autobiografie "Povinnost kapitána".

## Obsazení
| Tom Hanks    | Kapitán Phillips |
| Barkhad Abdi | Abduwali Muse    |